# Ben Tijnagel
Ben Tijnagel (* 12. Juni 1964 in Nijmegen; † 5. Dezember 2005 in Meerbusch, Deutschland) war ein niederländischer Eishockeyspieler. Er wurde in der Saison 1989/90 zum wertvollsten Spieler der niederländischen Eredivisie gewählt und galt als einer der besten niederländischen Eishockeyspieler aller Zeiten. Tijnagel kam am 5. Dezember 2005 bei einem Verkehrsunfall auf der A57 zwischen Nijmegen und Köln ums Leben.

## Karriere
Ben Tijnagel begann seine Karriere als Eishockeyspieler in seiner Heimatstadt bei den Nijmegen Devils, für die er von 1979 bis 1986 in der niederländischen Eredivisie aktiv war. Mit seiner Mannschaft wurde er in der Saison 1983/84 erstmals niederländischer Meister. Anschließend spielte der Angreifer sechs Jahre lang für den Ligarivalen Rotterdam Pandas, mit denen er 1987, 1989 und 1990 ebenfalls den niederländischen Meistertitel gewann sowie 1987, 1990 und 1991 den niederländischen Pokalwettbewerb. In der Saison 1989/90 wurde er darüber hinaus zum besten niederländischen Spieler der Eredivisie ernannt. Von 1992 bis 1995 lief er erneut für Nijmegen auf und wurde mit seinem Team in der Saison 1992/93 erneut Meister. Zwischenzeitlich zog er sich aus dem Profieishockey zurück, lief jedoch in den Spielzeiten 1997/98 und 2001/02 noch einmal für Nijmegen in der Eredivisie auf und wurde 1998 zum insgesamt sechsten Mal in seiner Laufbahn niederländischer Meister.

### International
Für die niederländische Nationalmannschaft absolvierte er insgesamt 56 Länderspiele, in welchen er 20 Tore und 21 Assists erreichte. Er vertrat sein Heimatland bei verschiedenen Eishockey-Weltmeisterschaften.

## Erfolge und Auszeichnungen
| - 1984 Niederländischer Meister mit den Nijmegen Devils - 1987 Niederländischer Meister mit den Rotterdam Pandas - 1987 Niederländischer Pokalsieger mit den Rotterdam Pandas - 1989 Niederländischer Meister mit den Rotterdam Pandas - 1990 Niederländischer Meister mit den Rotterdam Pandas | - 1990 Niederländischer Pokalsieger mit den Rotterdam Pandas - 1990 Bester niederländischer Spieler der Eredivisie - 1991 Niederländischer Pokalsieger mit den Rotterdam Pandas - 1993 Niederländischer Meister mit den Nijmegen Devils - 1998 Niederländischer Meister mit den Nijmegen Devils |